# Tituly a vyznamenání prince Henrika

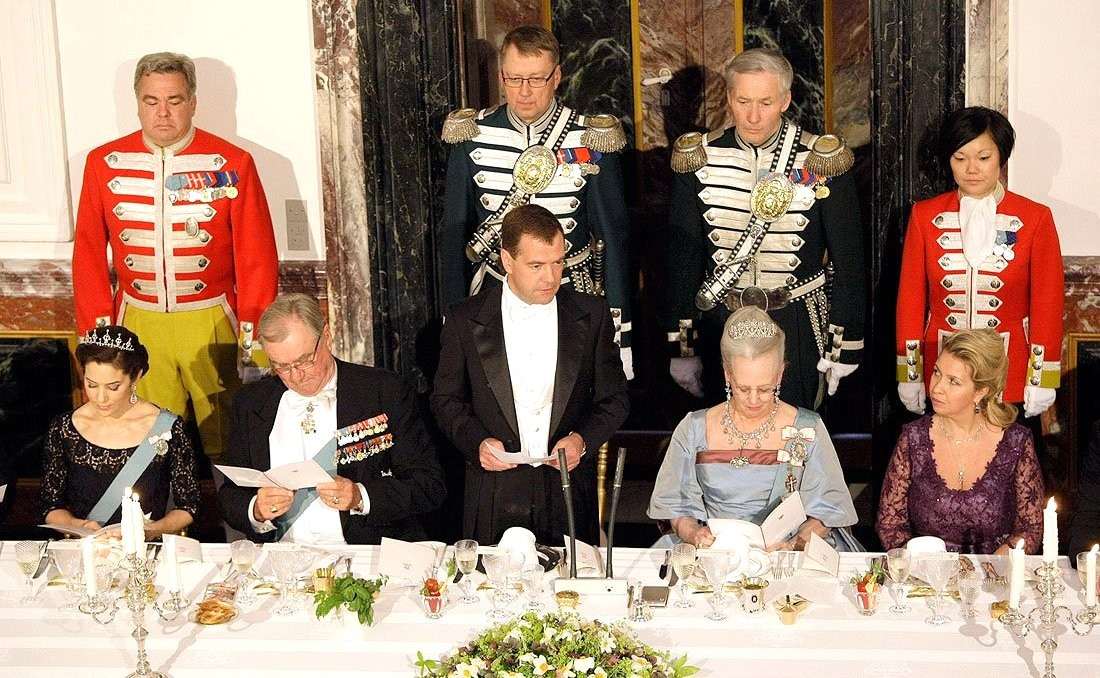
Princ Henrik s řadou vyznamenání během státní návštěvy Dmitrije Medveděva

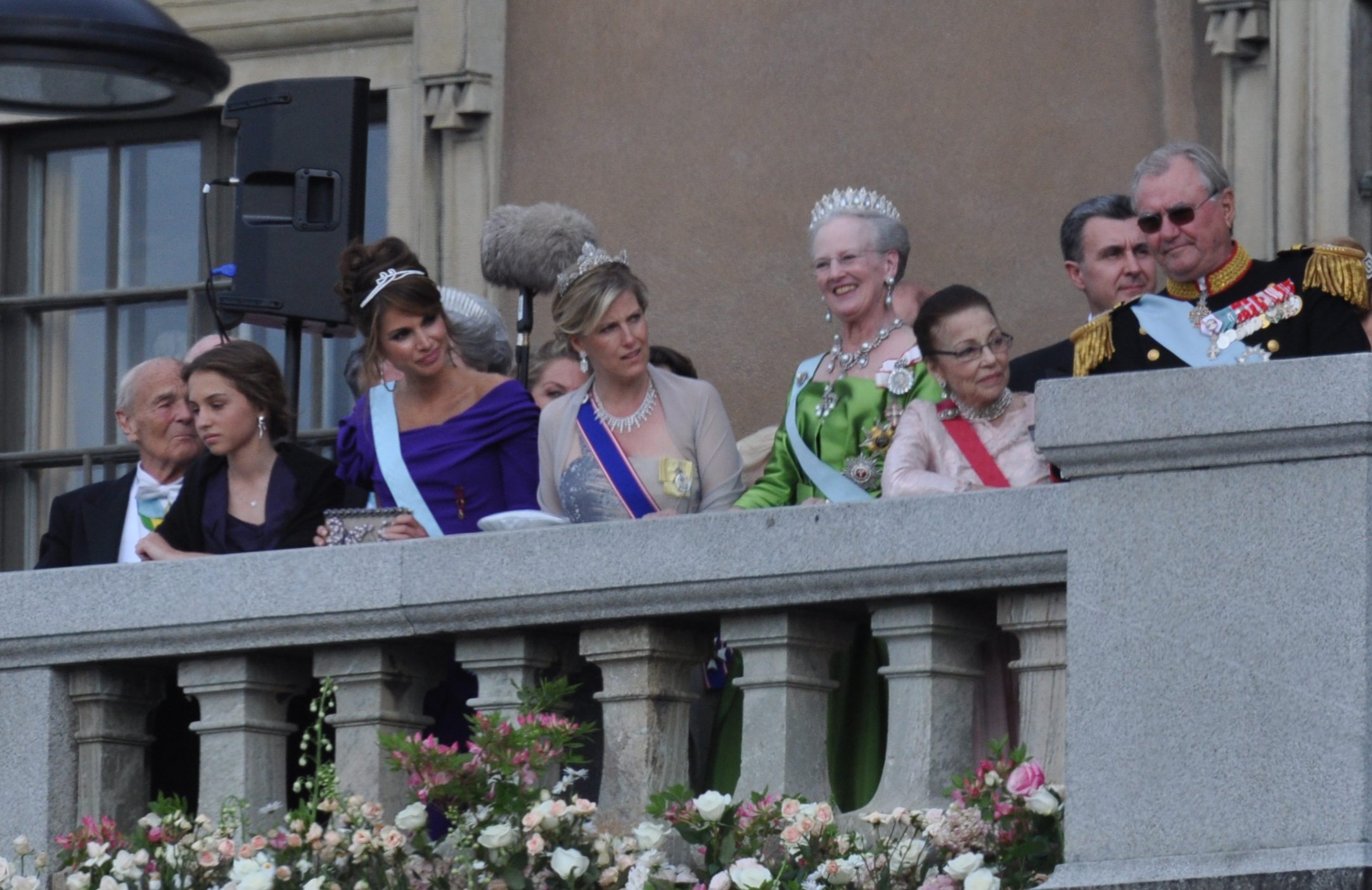
Princ Henrik v uniformě s vyznamenáními včetně šerpy Řádu slona

Manžel dánské královny Markéty II. princ Henrik obdržel během svého života řadu domácích i zahraničních titulů a vyznamenání.

## Tituly
- 11. června 1934 – 10. června 1967: hrabě Henri de Labode de Monpezat
- 10. června 1967 – 2005: Jeho královská Výsost princ Henrik Dánský
- 2005 – 14. dubna 2016: Jeho královská Výsost princ-manžel dánský[1]
- 14. dubna 2016 – 13. února 2018: Jeho královská Výsost princ Henrik Dánský

### Kontroverze užití francouzských titulů
Rodina Laborde de Monpezat používá hraběcí titul, ačkoliv jejich právo na tento titul je sporné. Encyklopedie Encyclopédie de la fausse noblesse et de la noblesse d'apparence uvádí, že předek prince Henrika jménem Jean Laborde obdržel roku 1655 královským patentem šlechtický titul, který byl podmíněný jeho přijetím statků v provincii Béarn. Tato podmínka však nikdy nebyla splněna, protože jej stavy roku 1703 a znovu roku 1707 odmítly uznat. V době francouzské revoluce bylo jméno rodiny Monpezat, která jej až do 14. července 1860 užívala bez titulu. 14. července 1860 bylo jméno rodiny změněno císařským dekretem na de Labode-Monpezat. Jméno rodiny bylo opětovně legálně změněno 19. května 1861 na de Laborde de Monpezat. Ačkoliv byl titul rodinou užíván jako by šlo o zdvořilostní titul, královský soud i francouzská společnost takové tituly tradičně akceptovaly, pokud je používali skutečně vznešené rodiny.
Přestože dánské právo nikdy nevyžadovalo, aby choti panovníků byly aristokratického původu, nikdy v historii Dánska nebylo manželství s osobou v mužské linii postrádající původ královský či původ z vyšší šlechty,  panovníkem akceptováno  jako dědičné a to až do sňatku princezny Markéty a hraběte Henrika de Laborde de Monpezat v červnu 1967.

## Vyznamenání

Erb Henrika jakožto rytíři Řádu Karla III.

Erb prince Henrika jakožto rytíře Řádu Serafínů

### Dánská vyznamenání
Dánská vyznamenání která obdržel princ Henrik:

#### Řády
- rytíř Řádu slona – 10. června 1967
- velkokomtur Řádu Dannebrog
- Čestný kříž Řádu Dannebrog

#### Medaile
- Medaile k 50. narozeninám královny Markéty II.
- Medaile zlatého výročí sňatku královny Markéty II. a prince Henrika
- Medaile k 75. narozeninám královny II. – 16. dubna 2015
- Medaile rubínového výročí královny Markéty II.
- Medaile k 75. narozeninám prince Henrika
- Stříbrná jubilejní medaile královny Markéty II.
- Medaile 100. výročí narození krále Frederika IX.
- Pamětní medaile královny Ingrid
- Medaile 50. výročí příjezdu královny Ingrid do Dánska
- Medaile obrany za vynikající službu
- Záslužná medaile domobrany
- Záslužná medaile Dánského červeného kříže
- Čestná medaile Dánského červeného kříže
- Čestná vojenská atletická medaile
- Čestný odznak Ligy civilní obrany
- Čestný odznak Svazu důstojnických rezervistů Dánska
- Nersomaat Medaile za záslužnou službu I. třídy – Grónsko

### Zahraniční vyznamenání
- Belgie
  -  velkostuha Řádu Leopolda[7]
- Brazílie
  -  velkokříž Řádu Jižního kříže – 30. června 1999 – udělil prezident Fernando Henrique Cardoso[7][8]
- Bulharsko
  -  velkokříž Řádu Stará planina[7]
- Egypt
  -  velkostuha Řádu Nilu[7]
- Estonsko
  -  Řád kříže země Panny Marie I. třídy – 20. listopadu 1995[7][9]
- Finsko
  -  velkokříž Řádu bílé růže[7]
- Francie
  -  velkokříž Řádu čestné legie[7]
  -  velkokříž Národního řádu za zásluhy[7]
  -  komandér Řádu za zásluhy v zemědělství[7]
  -  Pamětní medaile za operace v oblasti bezpečnosti a vymáhání práva v severní Africe[7]
- Chorvatsko
  -  Velký řád královny Jeleny – 2003[7]
- Island
  -  velkokříž Řádu islandského sokola[7]
- Itálie
  -  velkokříž Řádu zásluh o Italskou republiku – 8. listopadu 1977[7][10]
- Japonsko
  -  velkokříž Řádu chryzantémy[7]
- Jižní Korea
  -  Řád za zásluhy v diplomatických službách I. vyšší třídy[7]
- Jordánsko
  -  velkostuha Nejvyššího řádu renesance[7]
- Jugoslávie
  -  Řád jugoslávské hvězdy[7]
- Litva
  -  velkokříž Řádu Vitolda Velikého – 4. října 1996[7][11]
- Lotyšsko
  -  velkokříž Řádu tří hvězd[7]
- Lucembursko
  -  rytíř Nasavského  domácího řádu zlatého lva[7]
- Maroko
  -  velkostuha Řádu Ouissam Alaouite[7]
- Mexiko
  -  šerpa Řádu aztéckého orla – 13. února 2008 – udělil prezident Felipe Calderón[7][12]
- Německo
  -  velkokříž speciální třídy Záslužného řádu Spolkové republiky Německo[7]
- Nepál
  -  člen Řádu Ojaswi Rajanya – 17. října 1989[7]
- Nizozemsko
  -  velkokříž Řádu nizozemského lva[7]
- Norsko
  -  velkokříž Řádu svatého Olafa[7]
- Polsko
  -  velkokříž Řádu za zásluhy Polské republiky[7]
- Portugalsko
  -  velkokříž Řádu Kristova – 20. června 1984[7][13]
  -  velkokříž Řádu avizských rytířů – 12. října 1992[13]
- Rakousko
  -  velkohvězda Čestného odznaku Za zásluhy o Rakouskou republiku – 1979[7][14]
- Rumunsko
  -  velkokříž Řádu rumunské hvězdy[7]
- Řecko
  -  velkokříž Řádu cti[7]
- Saúdská Arábie
  -  Řád krále Abd al-Azíze[7]
- Slovensko
  -  Řád bílého dvojkříže I. třídy – 23. října 2012 – udělil prezident Ivan Gašparovič[7][15]
- Spojené království
  -  čestný rytíř velkokříže Řádu lázně[7][16]
  -  čestný rytíř velkokříže Řádu svatého Michala a svatého Jiří – 2000[7][16]
  -  čestný rytíř velkokříže Královského Viktoriina řádu – 30. dubna 1974[7][16]
- Španělsko
  -  velkokříž Řádu Karla III. – 15. března 1980 – udělil král Juan Carlos I.[7][17]
- Švédsko
  -  rytíř Řádu Serafínů – 21. prosince 1972[7]
  -  Medaile k 85. narozeninám krále Gustava VI. Adolfa[7]
  -  Medaile k 50. narozeninám krále Karla XVI. Gustava – 30. dubna 1996
  -  Medaile rubínového výročí krále Karla XVI. Gustava – 15. září 2013
- Thajsko
  -  velkokříž Řádu Chula Chom Klao